# Callerinnys clathraria
Callerinnys clathraria är en fjärilsart som beskrevs av W. Warren 1895. Callerinnys clathraria ingår i släktet Callerinnys och familjen mätare. Inga underarter finns listade i Catalogue of Life.